# Pelina zaitzevi
Pelina zaitzevi är en tvåvingeart som beskrevs av Nina Krivosheina 1992. Pelina zaitzevi ingår i släktet Pelina och familjen vattenflugor.
Artens utbredningsområde är Mongoliet. Inga underarter finns listade i Catalogue of Life.